# Пелевин, Лев Алексеевич
Лев Алексеевич Пелевин — советский инженер, организатор производства, в 1965—1972 гг.  начальник ПО «Башнефть».

## Биография
Родился в Балашейке в 1927 году. Член ВКП(б)/КПСС.
Окончил Уфимский нефтяной институт (1962), инженер-нефтяник.
В 1947—1964 гг. — оператор, инженер, старший инженер, начальник ПТО НПУ «Туймазынефть».
С 1964 главный инженер, с 1965 г. начальник «Башнефти». Организатор разработки ряда нефтяных месторождений, внедрения в технологию нефтедобычи бесштанговых электроцентробежных и гидропоршневых насосов, систем сбора пластовых сточных вод.
С 1972 г. заместитель директора института «ВНИИСПТнефть».
Кандидат технических наук (1969). Сочинения:
- Возникновение турбулентности [Текст] / Н.Н. Репин, Л.А. Пелевин ; М-во нефтяной пром-сти. Всесоюз. науч.-исслед. ин-т по сбору, подгот. и транспорту нефти и нефтепродуктов. ВНИИСПТнефть. - Уфа : Башк. кн. изд-во, 1977. - 94 с. : ил.; 22 см.
- Движение газоводонефтяных смесей в промысловых трубопроводах / Р.С. Андриасов, А.Н. Бочаров, Л.А. Пелевин [и др.]- М.: ВНИИОЭНГ, 1976. - 77 с.
- Л.А.Пелевин и др. «Единая методика исследования эффективности работы газонефтяных сепараторов». - М.: Химия, 1981.
- Оптимизация мероприятий по увеличению добычи нефти [Текст] / Г.Н. Осипов, Р.Я. Нугаев, Л.А. Пелевин. - Уфа : Башк. кн. изд-во, 1973. - 112 с. : ил. ; 20 см.

Избирался депутатом Верховного Совета РСФСР 7-го и 8-го созывов. Делегат XXIV съезда КПСС.
Умер в 1978 году в Уфе.